# Sibel Ağan
Sibel Ağan (5 de juliol de 1988) és una atleta turca de cursa de velocitat. Competeix amb el Büyükşehir Belediyespor de Bursa.